# Aphonopelma gurleyi
Aphonopelma gurleyi är en spindelart som beskrevs av Smith 1995. Aphonopelma gurleyi ingår i släktet Aphonopelma och familjen fågelspindlar. Inga underarter finns listade i Catalogue of Life.